# Ya nunca más
Albums de Luis Miguel
Decídete
(1983) También es rock
(1984)
Ya nunca más est la bande originale d'un film du même titre, de Luis Miguel, qui est sorti en 1984. Miguel a joué un rôle majeur dans le filmqui a été sa première incursion dans le monde du cinéma,.

## Liste des pistes
Adapté de Discogs.
| Ya Nunca Más | Ya Nunca Más                          | Ya Nunca Más                      | Ya Nunca Más | Ya Nunca Más | Ya Nunca Más | Ya Nunca Más | Ya Nunca Más | Ya Nunca Más | Ya Nunca Más |
| No           | Titre                                 | Auteur                            | Durée        |              |              |              |              |              |              |
| ------------ | ------------------------------------- | --------------------------------- | ------------ | ------------ | ------------ | ------------ | ------------ | ------------ | ------------ |
| 1.           | « Ya Nunca Más »                      | Luisito Rey                       | 2:39         |              |              |              |              |              |              |
| 2.           | « La Juventud »                       | Rubén Amado                       | 2:39         |              |              |              |              |              |              |
| 3.           | « Juegos De Amigos » ((Instrumental)) | Miguel A. Medina / Oscar Nicolini | 2:30         |              |              |              |              |              |              |
| 4.           | « Mamá, Mamá »                        | Luisito Rey                       | 3:07         |              |              |              |              |              |              |
| 5.           | « Juegos De Amigos »                  | Miguel A. Medina / Oscar Nicolini | 2:41         |              |              |              |              |              |              |
| 6.           | « La Juventud » ((Instrumental))      | Rubén Amado                       | 2:23         |              |              |              |              |              |              |
| 7.           | « Ora Pronobis »                      | Luisito Rey                       | 3:42         |              |              |              |              |              |              |
| 8.           | « Ya Nunca Más » ((Instrumental))     | Luisito Rey                       | 2:38         |              |              |              |              |              |              |
| 22:17        |                                       |                                   |              |              |              |              |              |              |              |